# 早慶対抗グライダー競技会
早慶対抗グライダー競技会（そうけいたいこう グライダーきょうぎかい）は、早稲田大学航空部と慶應義塾體育會航空部によって行われるグライダー競技大会である。
通称は他スポーツの競技会同様、「早慶戦」。

## 概要
毎年度3月の全日本学生グライダー競技選手権大会（全国大会）終了後、熊谷市葛和田の妻沼滑空場にて早稲田大学航空部と慶應義塾體育會航空部によって開催される。早慶両校の技量を競い、かつ親睦を深め、更に一般のグライダースポーツに対する認識を高めることを目的に始まり、1962年3月に第1回大会が行われた。

## 大会方式
開催当初は基本操縦で技量を競っていたが、グライダーの性能向上とともに滞空・高度獲得競技となり、現在は他のグライダー競技会同様、周回コース速度競技となっている。
2015年度大会時点の大まかな規則は以下の通り。
- 妻沼滑空場他4地点を経由する約35kmのコースを飛行する。また、競技機には指定されたGPS機器を搭載し、飛行ルート、速度、高度を記録する。得点計算もこのGPS記録を元に行う。
- コースを1周し、且つその日で平均速度が最も高かった飛行の得点を1000点とする。それ以外の飛行は平均速度と反比例で得点を算出する。コースを1周できずに帰還した場合は滞空時間や経由した地点で得点を算出する。
- ルール違反がある場合はそれに応じて減点、もしくは得点無効とする。
- 7日間の合計得点が最も高い大学が団体優勝となる。個人優勝は平均速度で決定する。

## 問題点と課題

### 開催時期
他の団体や競技会との兼ね合い、また選手の技量到達進度などの要因により、開催時期は例年3月の全日本学生グライダー競技会選手権大会（全国大会）後となる。全国大会終了後に間を置かず開催されるため、関係する学生はおよそ1ヶ月ほど妻沼滑空場に滞在することになる。

## 後援・協賛
すべて2010年当時のもの。

### 後援
- 公益財団法人日本学生航空連盟
- 埼玉県熊谷市
- 公益社団法人日本滑空協会

### 協賛
- 帝国インキ製造株式会社
- 鈴与
- 株式会社小竹商店
- 明治ショップオークマ
- 大釜
- 安斉自動車整備工場
- 株式会社ホーブン
- よか楼

## 競技大会史
| #  | 年度 | 開催地     | 早稲田得点 | 慶應得点  |
| -- | ---- | ---------- | ---------- | --------- |
| 1  | 1962 | 藤沢飛行場 | 1053.7     | 1218.4    |
| 2  | 不明 | 妻沼滑空場 | 7084       | 8310      |
| 3  | 不明 | 不成立     | 不成立     | 不成立    |
| 4  | 不明 | 妻沼滑空場 | 8086       | 10732     |
| 5  | 不明 | 妻沼滑空場 | 5578       | 4798      |
| 6  | 不明 | 妻沼滑空場 | 引き分け   | 引き分け  |
| 7  | 不明 | 太田飛行場 | 6195       | 8568      |
| 8  | 不明 | 不成立     | 不成立     | 不成立    |
| 9  | 不明 | 妻沼滑空場 | 7293       | 7031      |
| 10 | 不明 | 不成立     | 不成立     | 不成立    |
| 11 | 不明 | 不成立     | 不成立     | 不成立    |
| 12 | 不明 | 妻沼滑空場 | 4712.4578  | 3184.3440 |
| 13 | 不明 | 妻沼滑空場 | 1554       | 3141      |
| 14 | 不明 | 妻沼滑空場 | 2044       | 7499      |
| 15 | 不明 | 妻沼滑空場 | 1126       | 3666      |
| 16 | 不明 | 妻沼滑空場 | 1569       | 1662      |
| 17 | 不明 | 妻沼滑空場 | 5003       | 6249      |
| 18 | 不明 | 妻沼滑空場 | 2096       | 3405      |
| 19 | 不明 | 妻沼滑空場 | 7492       | 4637      |
| 20 | 不明 | 妻沼滑空場 | 7481       | 7499      |
| 21 | 不明 | 妻沼滑空場 | 1251       | 1699      |
| 22 | 不明 | 妻沼滑空場 | 14986      | 15000     |
| 23 | 不明 | 妻沼滑空場 | 18972      | 15821     |
| 24 | 不明 | 妻沼滑空場 | 11050      | 11031     |
| 25 | 不明 | 妻沼滑空場 | 4362       | 6190      |
| 26 | 不明 | 妻沼滑空場 | 4324       | 6687      |
| 27 | 不明 | 不成立     | 不成立     | 不成立    |
| 28 | 不明 | 妻沼滑空場 | 1671       | 1003      |
| 29 | 不明 | 妻沼滑空場 | 10253      | 11259     |
| 30 | 不明 | 妻沼滑空場 | 4648       | 4386      |
| 31 | 不明 | 妻沼滑空場 | 6855       | 9254      |
| 32 | 不明 | 妻沼滑空場 | 2198       | 3592      |
| 33 | 不明 | 妻沼滑空場 | 7113       | 9073      |
| 34 | 不明 | 妻沼滑空場 | 6349       | 7595      |
| 35 | 不明 | 妻沼滑空場 | 5230       | 5074      |
| 36 | 2006 | 妻沼滑空場 | 16427      | 19260     |
| 37 | 2007 | 妻沼滑空場 | 6323       | 8405      |
| 38 | 2008 | 妻沼滑空場 | 2475       | 2500      |
| 39 | 2009 | 妻沼滑空場 | 2046       | 13418     |
| 40 | 2010 | 不成立     | 不成立     | 不成立    |
| 41 | 2011 | 妻沼滑空場 | 11887      | 6432      |
| 42 | 2012 | 妻沼滑空場 | 11397      | 13070     |
| 43 | 2013 | 妻沼滑空場 | 8773       | 8418      |
| 44 | 2014 | 妻沼滑空場 | 6266       | 4443      |
| 45 | 2015 | 妻沼滑空場 | 準優勝     | 優勝      |
| 46 | 2016 |            |            |           |

- 通算　慶應義塾大学 25勝　早稲田大学 12勝　不成立 6回　引き分け 1回